# Luftgau V
Luftgau V foi um dos Distritos Aéreos da Luftwaffe, durante a Alemanha Nazi. Foi formada no dia 4 de Fevereiro de 1938, em Estugarda, a partir do Luftgau XV. Foi absorvida no dia 30 de Junho do mesmo ano pelo Luftgau VII, voltou a ser criada a 6 de Setembro de 1944 e extinta no dia 2 de Abril de 1945.

## Comandantes
- Emil Zenetti, 4 de Fevereiro de 1938 - 30 de Junho de 1938[1]
- Karl Drum, 6 de Setembro de 1944 - 21 de Setembro de 1944[1]
- Herbert Rieckhoff, 21 de Setembro de 1944 - 2 de Abril de 1945[1]